# Mota (grad)
Mota je tip gradu oziroma utrdbe z lesenim ali kamnitim stolpom, ki stoji na umetno nasutem zemljišču, ki ga ob vznožju spremlja ograjeno predgradje in je obdan z zaščitnim jarkom in palisado. Relativno enostavni za gradnjo, vendar še vedno vojaško mogočni, so bili ti gradovi zgrajeni po vsej severni Evropi od 10. stoletja dalje. Širili so se iz Normandije in Anjouja v Franciji, v Sveto rimsko cesarstvo v 11. stoletju. Normani so vpeljali zasnovo v Anglijo in Wales po njihovi invaziji leta 1066. Mota gradovi na Škotskem, Irskem, v državah Beneluksa in na Danskem so bili uveljavljeni v 12. in 13. stoletju. Do konca 13. stoletja je bila zasnova v veliki meri nadomeščena z alternativnimi oblikami utrdb, vendar zemeljska dela ostajajo pomemben element v mnogih državah.

## Arhitektura

### Struktura
Mota grad je bil sestavljen iz dveh delov: gomile, pogosto umetne in ploščadi na njej z leseno ali kamnito strukturo znano kot stolp in vsaj enega utrjenega ograjenega predgradja. Izraz »mota« je precej nov in ni srednjeveškega izvora.  Beseda motte je francoska različica latinske mota. V Franciji je bila beseda motte sprva zgodnja beseda za šoto, nato se je uporabljala za sklicevanje na šotno brežino. V 12. stoletju se je začela uporabljati za sklicevanje na samo oblikovanje gradu.  Beseda predgradje (bailey izhaja iz normansko-francoske besede baille ali basse-cour) se nanaša na spodnje dvorišče.  V srednjeveških virih, je bil latinski izraz castellum uporabljen za opis kompleksa predgradja v teh gradovih. 
Enega od sodobnih opisov teh struktur navaja Jean de Colmieu okoli 1130, ki opisuje regijo Calais na severu Francije. De Colmieu opisuje, kako so plemiči zgradili »kup zemlje tako visoko kot so ga lahko in izkopali jarek ob njem, širok in globok kot je bilo mogoče. Prostor na vrhu kupa so obdali z palisado iz zelo močnih hlodov, okrepljeno v intervalih s čim več stolpi, da so lahko zavarovali svoje premoženje. Znotraj ograjenega prostora je bila citadela ali stolp, iz katerega so branili celotno območje. Vhod v trdnjavo je bil preko mostu, ki se je dvigal iz zunanje strani jarka do vrha kupa in je bil podprt s stebri.«  V gradu Durham sodobniki opisujejo kako je nastala mota in predgradnja iz »gomile dvigajoče zemlje« z dvigajočim stolpom »v zrak, močan znotraj in zunaj« s »čokato hišo ... bleščeče lepote v vsakem delu«. 
Mote so bile narejene iz zemlje in sploščene na vrhu in je brez izkopa zelo težko ugotoviti ali je kup umeten ali naraven.  Nekateri so zgradili tudi na starejših umetnih strukturah, kot so gomile iz bronaste dobe.  Velikost mot se precej razlikuje, z nasipi od 3 do 30 metrov v višino in od 30 do 90 metrov v premeru. Ta najmanjša višina 3 m je bila običajno namenjena za izključitev manjših gomil, ki bile pogosto v nevojaške namene.  V Angliji in Walesu je bilo le 7% mot visokih več kot deset metrov; 24% jih je bilo med deset in pet metri in 69% je bilo visokih manj kot pet metrov.  Mota je bila zaščitena z jarkom, ki je bil običajno tudi vir zemlje za izgradnjo kupa samega. 
Stolp in zaščitni zid sta bila običajno zgrajena na vrhu mote. Nekatere stene so bile dovolj velike, da so imele okoli njih obrambni hodnik, zunanje stene mote in hodnik bi lahko okrepili tako, da so izpolnili vrzeli med lesenimi stenami z zemljo in kamenjem, kar je omogočalo nositi večjo težo. To se je imenovalo garillum.  Manjši mote so imele le preproste stolpe s prostorom za nekaj vojakov, medtem ko so bile večje mote opremljene z mnogo večjo stavbo.  Mnogo lesenih stolpov je bilo oblikovanih z bretasche, kvadratno nadgradnjo, ki je štrlela iz zgornjega nadstropja stolpa in omogočala boljšo obrambo in bolj čvrsto konstrukcijo. Kronist iz začetka 12. stoletja, Lambert Ardres, opisuje lesen stolp na vrhu mote na gradu Ardres, kjer je »bilo prvo nadstropje na površini tal, kjer so bile kleti in kašče, in velike škatle, sodi in drugi gospodinjski pripomočki. V nadstropju nad tem je bilo stanovanje in skupni bivalni prostori prebivalcev, v katerih so bile shrambe, sobe za peka in služabnike in velika soba, v kateri sta spala gospodar in njegova žena... v zgornji etaži hiše so bile mansardne sobe ... V tem nadstropju, imenovanem stolpna hiša so spali so bili tudi stražarji in hlapci«. Leseno konstrukcijo na moti so lahko zaščitili s kožami, da bi preprečili možnost vžiga med obleganjem.
Predgradnja je bilo zaprto dvorišče, ki je obkrožala moto in je bila obdana z leseno ograjo - palisado in drugim jarkom. Predgradnja je bila pogosto v obliki ledvice, da se je prilegala krožni moti, lahko pa je bila tudi drugih oblik glede na teren. Predgradnja je vsebovala večje število objektov, vključno z dvorano, kuhinjo, kapelo, vojašnico, skladišči, hlevi, kovačnico ali delavnicami in je bila središče gospodarskega delovanja gradu.  Predgradnjo je z moto povezoval bodisi dvižni most ali bolj popularno v Angliji, stopnišče vrezano v moto.  Tipično sta je jarek mote in predgradnje združila in tvorila osmico okoli gradu. Kjer je bilo mogoče, so v bližini zajezili ali preusmerili potok ali reko, da so napolnili z vodo jarke, umetna jezera in druge oblike vodne obrambe.
V praksi so obstajale številne variante tega splošnega načrta. Grad je imel lahko več kot eno predgradnjo: na gradu Warkworth sta bili zgrajeni notranja in zunanja predgradnja ali pa je bilo več predgradenj ob boku mote, kot je primer Windsorski grad. Nekatere predgradnje so imele dve moti, kot je to v Lincolnskem gradu. Nekatere mote so bile kvadratne namesto krožne, kot je na Cabal Trump. Namesto enojnega jarka, so bili občasno zgrajeni dvojni obrambni jarki, kot je videti pri Berkhamstedu. Lokalna topografija in namen graditelja je bil razlog različnim modelom. 

### Konstrukcija in vzdrževanje
Za gradnjo mote so bile uporabljene različne metode. Kadar so lahko uporabili naraven hrib, so z brežino ustvarili moto brez potrebe po umetnem kupu, a so na splošno velik del mot izdelali ročno. Štiri metode so obstajale za gradnjo kupa in stolpa: bodisi so najprej zgradili kup in stolp postavili nanj; stolp je bil lahko alternativno zgrajen na osnovni površini tal in nato spodkopan v kup; stolp je bil zgrajen na površini tal in nato deloma zakopan v kup, zakopan del je tvoril klet; ali je bil stolp lahko zgrajen najprej in kup dodan kasneje. 
Ne glede na zaporedje je imela umetna mota zgrajen kup zemlje; to delo je bilo opravljeno ročno, s pomočjo lesenih lopat in ročnih samokolnic, mogoče s krampi v kasnejših obdobjih. Za večje mote je bilo potrebno za izgradnjo nesorazmerno več napora kot pri manjših primerih, zaradi količine vsebovane zemlje. Največje mote v Angliji, kot je Thetford, ocenjujejo, da je bilo potrebno do 24.000 delovnih dni dela. Sodobni izračuni govorijo o nekaterih motah, ki so bile zgrajene v nekaj dneh, pri čemer zgodovinarji menijo, da so bodisi te številke prenizke ali pa je šlo za izgradnjo manjše strukture. Ob upoštevanju ocene razpoložljivih človeških virov v tistem obdobju, zgodovinarji ocenjujejo, da bi lahko večje mote zgradili v štirih so devetih mesecih. To je zelo ugodno v nasprotju z gradnjo v kamnu, ki je navadno trajala do deset let. Potrebno je bilo zelo malo kvalificirane delovne sile. Po invaziji Normanov na Anglijo, so prisili kmete, da so gradili za njih. Če je bilo lokalno delovno silo treba plačati - kot so bili Kloni na Irskem, so leta 1211 gradili s pomočjo uvoženih delavcev. 
Vrsta tal je narekovala zasnovo mote. Tako bi glinena tla omogočala strmo brežino, medtem ko so peščena tla pomenila, da dobi mota položen naklon. Kadar so bile na voljo različne plasti materiala, kot so glina, pesek in apnenec, bi lahko zgradili močno konstrukcijo. Plasti šote so dodali povrh tudi za stabilizacijo mote, ko je bila zgrajena. Podobne težave so imeli z gradnjo obrambnih jarkov, kjer so oblikovalci kopali širši jarek, je moral biti globlji, če so bile brežine lahko bolj strm, je bil bolj defenziven. Čeprav naj bi bile mote, kot opisuje Norman Pounds, »skoraj neuničljive«, so zahtevale pogosto vzdrževanje. Spiranje tal je bil problem, predvsem na bolj strmih brežinah, zato so jih lahko prevlekli z lesenimi ali kamnitimi ploščami, da bi jih zaščitili. Sčasoma so nekatere mote trpele zaradi posedanja ali škode zaradi poplav, kar je zahtevalo popravila in stabilizacijska dela. 
Čeprav so gradovi tipa mota najbolj znana oblika, niso bili nikjer najštevilčnejši.  Priljubljena alternativa je bil krožni grad (krožni okop - oblika utrjene obrambne strukture, običajno krožne ali ovalne oblike, brez stolpa), ki obsega palisado, zgrajeno na vrhu dvignjene zemlje s krožnim obzidjem, zavarovan z jarkom. Izbira mote ali krožnega okopa je delno posledica terena, saj so mote običajno temeljile na nizkih tleh in na globlji glini in aluvialnih tleh.  Drugi dejavnik je bila hitrost, saj so krožne okope hitreje zgradili kot mote. [38] Nekateri so bili kasneje pretvorjeni v mote tako, da so izpolnili središče, da so pridobili ploščad. Mote gradovi so bili morda bolj prestižni ali lažji za obrambo. Druga teorija je, da je, kot kupi na Nizozemskem ali Vorburg in Hauptburg v Spodnjem Porenju, dvig višine gradu bil potreben, da so ustvarili bolj suho podlago.

## Zgodovina

### Pojav zasnove
Mota grad je posebej severno evropski fenomen, najštevilčnejši so v Normandiji in Britanskem otoku, pa tudi na Danskem, v Nemčiji, južni Italiji.  Evropski gradovi so se najprej pojavili v 9. in 10. stoletju, ko je padec Karolinškega cesarstva povzročil da se je ozemlje razdelilo med posamezne fevdalce in kneze in so lokalna območja ogrožali Ogri in Vikingi.  Obstajajo različne razlage glede izvora in širjenja mote po vsej severni Evropi, pogosto so si v akademski sfere navskriž z razlagami o vojaških in družbenih razlogih za širjenje tega modela. Eden od predlogov je, da so bili ti gradovi zgrajeni posebej za zagotovitev zaščite pred zunanjim napadom. Angevins je trdil, da so jih začeli graditi za zaščito pred vpadi Vikingov, širjenje pa posledica napadov ob slovanski in ogrski meji.  Drugi argument je, da je glede na povezavo med tem slogom gradu in Normani, ki so bili z Viking v sorodu, da je bila to v bistvu prvotno vikinška oblika, ki so jo prinesli v Normandijo in Angers. Mota grad je bil vsekakor učinkovit v obrambi, čeprav zgodovinar André Debord meni, da so zgodovinski in arheološki podatki vojaškega delovanja mote gradov še vedno razmeroma omejeni.  
Alternativni pristop se osredotoča na povezavo med to obliko gradu in tem kar se lahko imenuje fevdalni način družbe. Širjenje mota gradov je običajno tesno povezano z oblikovanjem lokalnih fevdov in fevdalnih lastnikov zemljišč. Na območjih brez tega načina upravljanja so redko zgrajeni ti gradovi. Morda obstaja povezava med lokalno topografijo in gradnjo mota gradov, ki so navadno zgrajeni na nizko ležečih območjih, v mnogih primerih predmet rednih poplav.  Ne glede na razloge za začetno priljubljenost mote pa obstaja široko soglasje, da so bili gradovi najprej splošno sprejeta v Normandiji in Anžujskem ozemlju v 10. in 11. stoletju.

### Začetni razvoj, 10. in 11. stoletje
Najzgodnejši skromni listinskih dokazi za mota gradove v Normandiji in Angersu v grofiji (Anjou) so med letoma 1020 in 1040, vendar je kombinacija dokumentarnih in arheoloških dokazov potisne datum prve mote pri Vincyju, nazaj v leto 979. Gradove so zgradili močni gospodje Anžujci v poznem 10. in 11. stoletju, zlasti Fulko III. Anžujski in njegov sin, Geoffrey II. Anžujski, ki je zgradil veliko število gradov med 987 in 1060. Večina teh prvih gradov je bila precej surova in rustikalna glede na poznejše standarde, moč in ugled svojih graditeljev. Za Viljema Osvajalca, vojvoda Normandije, verjamejo, da je sprejeli obliko mote iz sosednjega Anžuja. [52] Vojvoda Viljem je prepovedal gradnjo gradov brez njegovega soglasja z Consuetudines et Justicie, s pravno opredelitvijo gradov osredotočeno na klasičen mota slog z jarkom, brežino in palisado. 
Od 11. stoletja so se gradovi gradili po vsem Svetem rimskem cesarstvu in naprej po srednji Evropi. Zdaj tipično v obliki zaprtega prostora na vrhu hriba ali na nižjem terenu, visok, prosto stoječ stolp (nemško Bergfried).  Največji gradovi, znani v Nemčiji kot Hohenburgen, imajo dobro opredeljena notranja in zunanja dvorišča, toda ne mote. Tip mote se je začel širiti v Alzaciji in severnih Alpah iz Francije v prvi polovici 11. stoletja, nadaljnje širjenje v naslednjih letih pa na v Češko in v Avstrijo. Ta oblika gradu je bil tesno povezana s kolonizacijo novih obdelovalnih površin znotraj cesarstva, saj so novi gospodarji dobili zemljišča od cesarja in zgradili gradove v bližini lokalnih gród (slovanskih utrdb)  ali mest. Mota grajska stavba je bistveno okrepila ugled lokalnih plemičev. V mnogih primerih so bili bergfridi spremenjeni v mote tako, da so obstoječe grajske stolpe dvignili na gomile. 
Rezultat invazije Viljema Osvajalca iz Normandije leta 1066 na Anglijo, so kar tri faze grajskih stavb, približno 80% od teh so mota gradovi.  Prvi od teh so bili zgrajeni kot novi kraljevski gradovi na ključnih strateških lokacijah, vključno v številnih mestih. Ti urbani gradovi bi lahko uporabljali obzidje in utrdbe obstoječih mest, vendar je bilo običajno potrebno rušenje lokalnih hiš, da bi pridobili prostor. Zapisi kažejo, da je bilo v Lincolnu uničenih 166 hiš, 113 v Norwichu in 27 v Cambridgeu. Drugi in tretji val grajskih stavb v poznem 11. stoletju so vodili večji bogataši in nato več mlajših vitezov na svojih novih posestvih. Nekatere regionalne vzorce grajskih stavb je mogoče videti v zahodni Angliji ali valižanski marki. V Walesu je bil prvi val normanskih gradov večinoma narejen iz lesa v mešanici mote in krožnih modelov.

### Nadaljnji razvoj, 12. in 13. stoletje
Potem ko so se uveljavili v Normandiji, Nemčiji in Veliki Britaniji, so se mota gradovi začeli graditi tudi drugje, predvsem v severni Evropi v 12. in 13. stoletju.  Konflikti v državah današnje Belgije in Nizozemske je spodbudil gradnjo grajskih stavb v številnih regijah od poznega 12. stoletja do 14. stoletja. V Flandriji so se prvi mota gradovi začeli relativno zgodaj ob koncu 11. stoletja.  Podeželski mota gradovi so sledili tradicionalni zasnovi, mestni pa pogosto niso imeli tradicionalne predgradnje, namesto tega so uporabljali dele mesta. Mota gradov je bilo še posebej veliko na jugu Frandrije ob spodnjem Renu, ob sporni meji. Nadaljnje vzdolž obale v Frieslandu, relativno decentralizirano, enakopravna družba najprej zavrača gradnjo mota gradov, čeprav so poznali terpen, dvignjen nasip brez stolpa, ki je bil običajno nižji kot tipična mota. Do konca srednjega veka pa se je terpen spremenil v hege wieren, nestanovanjskih obrambni stolp, ki je pogosto stal na moti podobni gomili in so bili v lasti vse bolj močnih plemičev in lastnikov zemljišč. Na Zeelandu so imeli med 12. in 13. stoletjem lokalni gospodarji visoko stopnjo neodvisnosti, zaradi širšega konflikta za oblast med sosednjima Flandrijo in Frieslandom. Gospodarji v Zeelandu so tudi gradili terpen nasipe, ki pa so jim dodali večje werven konstrukcije, učinkovite mote, ki so bile kasneje imenovane bergen. Včasih sta se terpen in werven imenovala vliedburg ali grad zatočišče. Med 12. in 13. stoletjem so določeno število terpen gomil spremenili v werven mote in zgradili nekaj novih. Verjamejo, da so zgradili približno 323 znane ali verjetnih mota gradov v mejah sodobne Nizozemske. 
Na Danskem so se mota gradovi pojavili nekoliko kasneje v 12. in 13. stoletju in v bolj omejenem številu, kot kjer koli drugje, zaradi manj fevdalne družbe.  Le peščica mota gradov je bila zgrajena v prvi polovici 11. stoletja na Norveškem in tudi kraljevo prebivališče v Oslu, oblika ni imela pomembne vloge naprej proti severu po Skandinaviji.
Širitev Normanov v Walesu se je upočasnila že v 12. stoletju, vendar je ostala stalna nevarnost za ostale avtohtone vladarje. V odgovor so valižanski knezi in velikaši začeli graditi svoje gradove, pogosteje mota modele, običajno iz lesa. Obstajajo dokazi, da se je to lahko začelo od leta 1111 dalje v času princa Cadwgana ap Bleddyna, s prvim dokazano avtohtonim valižanskim gradom Cymmer leta 1116.  Ti leseni gradovi, vključno Tomen y Rhodywdd, Tomen y Faerdre, Gaer Penrhôs, so bili enakovredni normanskim utrdbam na tem območju in jih je težko razlikovati samo iz arheoloških dokazov. 
Mota gradovi na Škotskem so se pojavili kot posledica centralizirane kraljeve oblasti v 12. stoletju. David I. Škotski je spodbujal Normane in francoske plemiče, da se naselijo na Škotskem in uvedel fevdalni način lastništva zemlje in uporabo gradov kot način za nadzor spornih nižin. Kvazi neodvisna regija Galloway, ki je nasprotovala Davidu in njegovim predhodnikom, je bila posebej izpostavljena pri tej kolonizaciji. Velikost teh škotskih gradov, predvsem iz lesa mota konstrukcije, je zelo različna, od večjih modelov, kot je Bass v Inverurie, do manjših gradov, kot Balmaclellan. 
Mota gradovi so bili uvedeni na Irsko po invaziji Normanov, ki se je začela med letoma 1166 in 1171 pod prvim Richardom de Clare in nato Henrikom II., z okupacijo južne in vzhodne Irske s številnimi anglo-normanskimi plemiči. Gradovi so jim omogočali nadzor nad novo osvojenimi ozemlji.  Novi gospodarji so hitro zgradili gradove, da so zaščitili svoje premoženje. Večina so bili mota konstrukcije. Za razliko od Walesa, so avtohtoni irski gospodarji velikem številu gradili tudi svoje gradove. Med 350 in 450 mota gradov naj bi ostalo do danes, čeprav je njihova identifikacija zemeljskih ostankov lahko sporna.
Manjše število mota gradov je bilo zgrajenih izven severne Evrope. V poznem 12. stoletju so Normani napadli južno Italijo in Sicilijo. Čeprav so poznali tehnologijo za gradnjo novih sodobnih modelov, so v mnogih primerih zaradi hitrosti, zgradili lesene mota gradove.  Poleg tega obstajajo dokazi o normanskih križarjih, ki so gradili mote s peskom in lesom v Egiptu leta 1221, v peti križarski vojni. 

### Pretvorba in upad, 13.–14. stoletje
Sredi srednjeveškega obdobja so mota gradovi postali manj priljubljena oblika. V Franciji jih niso gradili po začetku 12. stoletja, prenehali so jih graditi v večjem delu Anglije po okoli 1170, čeprav so jih še vedno postavljali v Walesu in vzdolž Marke. Veliko mota gradov je bilo zasedenih relativno kratek čas, mnoge so opustili v 12. stoletju in druge zanemarili. Na Nizozemskem in Nemčiji je podoben prehod prišel v 13. in iz 14. stoletju.
Eden od dejavnikov je bila uvedba kamna v grajske stavbe. Prvi kamniti gradovi so se pojavili v 10. stoletju, s kamnitimi bivalno-obrambnimi stolpi, ki so se gradili na motah ob meji s Katalonijo, tudi Château de Langeais v Angersu. Čeprav je bil les močnejši obrambni material, kot so nekoč mislili, e postal kamen j bolj priljubljen za vojaške in simbolne potrebe. Nekatere obstoječe mota gradove so spremenili v kamnite in nadgraditi z bivalno-obrambnim stolpom in vhodnim poslopjem. Stolpi so bili zgrajeni na mnogih motah, krožne kamnite lupine so obdajale vrh mote, včasih zaščitene z nadaljnjim obzidjem ali nizko zaščitno steno, okoli baze. S 14. stoletjem so bili številni mota gradovi spremenjeni v močne kamnite utrdbe.
Novejši grajski modeli dajejo manjši poudarek na mote. Kvadratni normanski stolp zgrajen v kamnu je postal priljubljen po prvem takšnem v Langeaisu leta 994. Številni so bili zgrajeni v Angliji in Walesu po osvojitvi; z letom 1216 jih je bilo okoli 100.
Po vsej Evropi se je gradnja mota gradov končala. Ob koncu 12. stoletja so valižanski vladarji začeli graditi kamnite gradove, predvsem v kneževini Severni Wales in po navadi po višjih vrhovih, kjer so bile mote nepotrebne. V Flandriji se je padec zgodil v 13. stoletju, ko se je fevdalna družba spremenila. Na Nizozemskem začeli uporabljati v gradov iz 13. stoletja poceni opeko namesto zemeljskih del in veliko mot bilo izravnanih na nizko ležečih poljih. Na Danskem so mota gradove v 14. stoletju zamenjali castrum-curia modeli, kjer je bil grad zgrajen z utrjeno predgradnjo in utrjenim kupom, nekoliko manjšim kot je bila tipična mota. V 12. stoletju se je število gradov v zahodni Nemčiji začelo zmanjševati, zaradi sprememb v lastništvu zemljišč. V Nemčiji in na Danskem so bili mota gradovi tudi model za kasnejše vodne gradove ali trdnjave in predgradnje obdane z vodo.